# بيلا دارفي
بيلا دارفي (بالفرنسية: Bella Darvi)‏ هي ممثلة بولندية وفرنسية، ولدت في 23 أكتوبر 1928 في بولندا، وتوفيت في 11 سبتمبر 1971 بمونت كارلو في موناكو بسبب اختناق. بدأت مشوارها المهني سنة 1954، ومن الجوائز التي نالتها جائزة الغولدن غلوب سنة 1954.

## جوائز
- جائزة الغولدن غلوب (1954)

## وصلات خارجية
- بيلا دارفي على موقع IMDb (الإنجليزية)
- بيلا دارفي على موقع ألو سيني (الفرنسية)
- بيلا دارفي على موقع تيرنر كلاسيك موفيز (الإنجليزية)
- بيلا دارفي على موقع أول موفي (الإنجليزية)
- بيلا دارفي على موقع قاعدة بيانات الأفلام السويدية (السويدية)
- بيلا دارفي على موقع قاعدة بيانات الفيلم (الإنجليزية)
- بيلا دارفي على موقع كينوبويسك (الروسية)